# Glas Istre
Glas Istre – chorwacki dziennik regionalny wydawany w Puli. Został założony w 1943 roku.